# Liptena fatima
Liptena fatima är en fjärilsart som beskrevs av Kirby 1890. Liptena fatima ingår i släktet Liptena och familjen juvelvingar. Inga underarter finns listade i Catalogue of Life.